# Борзой
Борзо́й (также известно под названием Тумса-Борзе, чечен. Борзе) — село в Шатойском районе Чеченской Республики. Является административным центром Борзойского сельского поселения.

## География
Село расположено на левом берегу реки Аргун в 6 км к юго-западу от районного центра Шатой.
Ближайшие населённые пункты: граничит на севере — село Высокогорное, на юге — село Гучум-Кале, на северо-востоке — сёла Рядухой и Вашиндарой, на югe село Тумсой, на северо-западе — село Харсеной.

## История
Борзой — первоначально отсёлок Тумсоя, ныне разросшийся в несколько раз больше последнего. В основе топонима лежит чеченское борзие — «курганный». Представители обществ чантий, зумсой, тумсой и жители с. Борзой считают себя потомками трёх братьев. В с. Борзой проживают представители следующих чеченских тайпов: тумсой, мержой, чинхой, келой, шикарой, хилдехарой.
В 1926 году в Борзое была открыта первая светская школа.

«Борзой — отдалëннейший аул Чечни, но в нем теперь — школьное здание одно из лучших в округе, занимает живописнейшее место; новизна и простор бьют в глаза непривычными тонами, как лучи солнца после долгой темноты. Население Борзоя и окружных хуторов принимало в постройке его самое деятельное участие».
— Перебийнос Ф. Социалистическую культуру в горы. Очерк о Чечне аул Борзой, Шатой. «Революция и горец» № 9, 1931
В 1944 году, после депортации чеченцев и ликвидации Чечено-Ингушской АССР, селение Барзой было переименовано в Альпийское и заселено выходцами из соседнего Дагестана. После восстановления Чечено-Ингушской АССР, населённому пункту вернули прежнее название Борзой. Выходцы из Дагестана были переселены обратно.
Рядом с селением Борзой расположен военный городок 291-го гвардейского мотострелкового полка.

## Население
| 1990 | 2002  | 2010  | 2012  | 2021  |
| ---- | ----- | ----- | ----- | ----- |
| 733  | ↗4209 | ↘4063 | ↗4321 | ↘3667 |

Национальный состав
Национальный состав населения села по данным Всероссийской переписи населения 2010 года:
| Народ      | Численность, чел. | Доля от всего населения, % |
| ---------- | ----------------- | -------------------------- |
| русские    | 1947              | 47,92 %                    |
| чеченцы    | 934               | 22,99 %                    |
| кумыки     | 179               | 4,41 %                     |
| аварцы     | 117               | 2,88 %                     |
| казахи     | 109               | 2,68 %                     |
| табасараны | 88                | 2,17 %                     |
| татары     | 63                | 1,55 %                     |
| кабардинцы | 57                | 1,40 %                     |
| осетины    | 52                | 1,28 %                     |
| лезгины    | 47                | 1,16 %                     |
| грузины    | 43                | 1,06 %                     |
| украинцы   | 39                | 0,92 %                     |
| другие     | 331               | 8,11 %                     |
| не указано | 57                | 1,40 %                     |
| всего      | 4063              | 100,00 %                   |

## Образование
- Борзойская муниципальная средняя общеобразовательная школа[18].

## Известные уроженцы
- Тимирбулатов, Салаудин Хасмагамадович — чеченский полевой командир по прозвищу «Тракторист»[19][20].
- Хакимов Эли Абдул-Межидович (1939—2019) — первый лётчик-чеченец в грозненском авиаотряде и первый чеченец-командир воздушного судна. Зарина Зубайраева. За все десятилетия - ни одной катастрофы, ни одной аварии. «Грозный Информ» (22 сентября 2007). Дата обращения: 4 февраля 2022.